# "Rød weekend" Land og folk festival 1978
|  | Denne artikel er oprettet af botten Steenthbot ud fra en ekstern database. Den kan derfor have sproglige fejl eller mangler. Denne skabelon kan fjernes efter kontrol af indholdet. |

"Rød weekend" Land og folk festival 1978 er en dansk dokumentarfilm fra 1978 instrueret af Ib Makwarth.

## Handling
DKP's årlige festival i Fælledparken i København til fordel for deres dagblad "Land og Folk". Oplægget og overvejelserne frem til arrangementet beskrives.